# گندراسوی خوک‌بینی آمریکایی
گندراسوی خوک‌بینی آمریکایی (نام علمی: Conepatus leuconotus) نام یک گونه از سرده گندراسوی خوک‌بینی است.